# رالی مونت کارلو ۲۰۱۸
رالی مونت کارلو ۲۰۱۸ (به‌طور رسمی با نام ۸۶امین رالی اتومبیلرانی مونت کارلو شناخته می‌شود) یک رویداد اتومبیل رانی برای خودروهای رالی بود که طی چهار روز بین ۲۵ و ۲۸ ژانویه ۲۰۱۸ برگزار شد. این هشتاد و ششمین دوره رالی مونت کارلو رقم زد و اولین دور از مسابقات رالی قهرمانی جهان ۲۰۱۸ و دسته‌های پشتیبانی آن، مسابقات قهرمانی WRC-2 و WRC-3 بود. این رویداد که در شهر گپ، اوت آلپ در بخش اتز-آلپ فرانسه، در طول هفده مرحله ویژه با مسافت رقابتی ۳۹۴٫۷۴ کیلومتر (۲۴۵٫۲۸ مایل) مسابقه برگزار شد.

#### جدول رده‌بندی قهرمانی
| 1 |  | سباستین اوژیه     | 26 |  | جولین اینگراسیا | 26 |  | ام-اسپرت فورد دبلیوآرتی        | 33 |
| 2 |  | اوت تاناک         | 18 |  | مارتین جروئوجا  | 18 |  | تویوتا گازو ریسینگ دبلیوآرتی   | 33 |
| 3 |  | یاری-ماتی لاتوالا | 17 |  | Miikka Anttila  | 17 |  | سیتروئن توتال ابوظبی دبلیوآرتی | 18 |
| 4 |  | Kris Meeke        | 17 |  | پل ناگل         | 17 |  | هیوندای شل موبیلز دبلیوآرتی    | 14 |
| 5 |  | تیری نوویل        | 14 |  | نیکلاس گیلسول   | 14 |  |                                |    |